# Исаков, Радий Васильевич
Радий Васильевич Исаков (04.09.1925 — 1983) — специалист по морскому оружию, первый генеральный директор НПО «Уран» (1973—1983), лауреат Ленинской премии (1980).
Родился 04.09.1925 в Ленинграде. В 1942 году окончил среднюю школу в Сарепте, куда была эвакуирована их семья.
В 1943 г. (04.01.) призван в армию, служил в противотанковой артиллерии 1-го Прибалтийского фронта.
Демобилизовался 08.10.1945. Окончил с отличием Московское высшее техническое училище им. Н. Э. Баумана (1951).
Вся дальнейшая трудовая деятельность связана с НИИ-400 (ЦНИИ «Гидроприбор». В 1952—1955 гг. учился в очной аспирантуре. В 1956 году защитил кандидатскую диссертацию «Креновыравнивание торпеды на воздушном участке ее траектории».
С 1960 г. начальник отдела систем управления движением торпед и боевых частей мин¬ных и ракетных комплексов, с 1966 г. главный инженер — заместитель директора института.
С 1973 г. первый генеральный директор НПО «Уран», в состав которого вошли ЦНИИ «Гидроприбор» (головной институт), его филиалы в г. Ломоносове (Ленинградской обл.), в г. Гагры (Абхазия), в г. Уральске (Казахстан), а также ленинградский завод «Двигатель».
Доктор технических наук (1969), профессор (1971).
Создал методику расчета и исследования устойчивости и точности систем самонаведения торпедного оружия. Предложил включить в состав бортовой аппаратуры торпед средства вычислительной техники, что дало толчок развитию программно-аппаратных комплексов бортовой электронной аппаратуры новейших торпед.
Ленинская премия (1980). Заслуженный деятель науки и техники РСФСР (1978). Награждён орденами Октябрьской Революции, Трудового Красного Знамени, медалями, в том числе «За боевые заслуги» (16.05.1945) и «За победу над Германией в Великой Отечественной войне 1941—1945 гг.» (09.05.1945).